# イワン・アシュマン
イワン・アシュマン（Ewan Ashman、2000年4月3日 - ）は、ユナイテッド・ラグビー・チャンピオンシップ、エディンバラ・ラグビーに所属するラグビー選手。

## プロフィール
- カナダ・トロント出身[1]。
- ポジションはフッカー(HO)。
- 身長 186cm、体重 113kg
- U20スコットランド代表に選ばれたことがある[2]。
- スコットランド代表キャップは15（2024年2月現在）でラグビーワールドカップ2023のスコットランド代表に選ばれたことがある[3]。

## 略歴
サンドバックRUFC、セール・シャークス、セールFC、コヴェントリーRFCを経て、2023年、エディンバラに加入。